# Georges Vandermeirsch
Georges Vandermeirsch (Zingem, 14 december 1918 - Oudenaarde, 4 januari 1970) was een Belgisch veldrijder. Als professional (1945 - 1953) werd hij vijfmaal Belgisch kampioen veldrijden, namelijk in 1945 (Keerbergen), 1946 (Antwerpen), 1947 (Wervik), 1949 (Zingem) en 1951 (Westouter). In 1950 (Mater) behaalde hij een tweede plaats.
Vandermeirsch overleed in 1970 op 51-jarige leeftijd.

## Resultaten in voornaamste wedstrijden op de weg
| Jaar | Gent-Wevelgem | Ronde van Vlaanderen |
| ---- | ------------- | -------------------- |
| 1939 | 5e            |                      |
| 1945 |               | 15e                  |